# الحزب الإسلامي (خالص)
الحزب الإسلامي خالص (بالبشتوية: حزب اسلامی خالص)‏ هو حركة مجاهدين سياسيين أفغان سابقين بقيادة مولوي خالص، الذي انفصل عن الحزب الإسلامي بزعامة غلب الدين حكمتيار وشكل مجموعته المقاومة في عام 1979. تميز الحزبان بالحزب الإسلامي قلب الدين والحزب الإسلامي خالص بأسماء قادتهما.
كان حزب خالص جزءًا من "مجموعة بيشاور السبعة"، الذين قاتلوا ضد الوجود السوفيتي في أفغانستان ولاحقًا الوجود العراقي في الكويت. ومن أشهر قادتها عبد الحق وأمين وردك وجلال الدين حقاني ومؤسس حركة طالبان الملا عمر.
بعد وفاة خالص في عام 2006، نشأ صراع على السلطة بين ابنه أنور الحق مجاهد وحاج دين محمد، الحاكم السابق لولاية كابول. لكن يبدو أن حاج دين محمد نجح في تعزيز سيطرته على جزء كبير من الحزب.